# Сметанін Ігор Борисович
Ігор Борисович Сметанін (нар. 6 липня 1963, Луганськ) — радянський та український футболіст, що грав на позиції нападника та півзахисника. Відомий за виступами в низці українських клубів, грав також за клуб вищої ліги Молдови «Олімпія». Після закінчення кар'єри футболіста — український футбольний тренер.

## Клубна кар'єра
Ігор Сметанін народився в Луганську, та розпочав заняття футболом у місцевій ДЮСШ, де його першим тренером був відомий у минулому футболіст Валерій Галустов. У 1979 році Сметаніна прийняли до дублюючого складу місцевої «Зорі», проте за два роки перебування у команді футболіст так і не зіграв у основному складі, тому його перевели до команди другої ліги «Стахановець» із Стаханова, у якому Сметанін і дебютував у команді майстрів. У 1983 році він повернувся до «Зорі», проте не зіграв за команду жодного матчу, і протягом кількох років він грав за аматорську команду «Сокіл» із Ровеньок. На початку 1988 року футболіст уперше стає гравцем аматорської команди «Бескид» з Надвірної, а в другій половині року грав у команді другої ліги «Торпедо» з Луцька, у складі якої провів 13 матчів чемпіонату. У 1989 році Сметанін знову грав у ровеньківському «Гірнику», а в 1990 році грав у Казахстані за місцеву команду «Гірник» із Хромтау. У цьому ж році повернувся до України, де знову грав за «Гірник», а в 1991 році грав за команду другої ліги «Вагонобудівник» із Стаханова.
Після проголошення незалежності України та початку розіграшів національної першості України Ігор Сметанін переїздить на Прикарпаття, де в 1992 році вдруге стає гравцем аматорського клубу «Бескид» з Надвірної. У 1993 році його запрошують до команди української першої ліги «Прикарпаття» з Івано-Франківська. У першоліговій команді Сметанін грав протягом 1993 року, після чого повернувся до «Бескида», в якому до кінця сезону 1993—1994 років грав у перехідній лізі, а в другій половині 1994 року в аматорських змаганнях. На початку 1995 року футболіст зіграв 2 матчі в першій лізі за стрийську «Скалу». У другій половині 1995 року Сметанін грав у аматорській команді «Карпати». У 1996 році Ігор Сметанін зіграв 3 матчі за клуб вищої ліги Молдови «Олімпія» з  Бєльців. Після цього футболіст короткий час грав у футзальному клубі «Іскра» з Луганська, повернувся до «Бескида», в складі якого й завершив виступи на футбольних полях.

## Після завершення футбольної кар'єри
У 2009 році Ігор Сметанін отримав пропозицію очолити аматорський футбольний клуб «Битків» з однойменного селища на Івано-Франківщині. За рік Сметаніну вдалося вибороти для новоствореної команди місце у вищому дивізіоні Надвірнянського району. Надалі Сметанін працював у створеній ним ДЮФК «Ніка-Смет» у Надвірній тренером з футболу.